# Высшая нормальная школа (Париж)
Высшая нормальная (педагогическая) школа (фр. École normale supérieure; другие названия: «ENS Ulm», «ENS de Paris», «Normale Sup» или просто «Ulm») — французское государственное учреждение в сфере высшего образования во Франции в подчинении министерства высшего образования и научных исследований Франции. Среди её выпускников 12 Нобелевских лауреатов и 9 награжденных Медалью Филдса. Нынешний директор — Фредерик Вормс (фр. Frédéric Worms).
Высшая нормальная школа — одно из самых престижных высших учебных заведений Франции, для поступления в которое необходимо по окончании лицея проучиться несколько лет в специальных подготовительных классах («les classes préparatoires»), чтобы затем пройти строгий конкурсный отбор.
Главный кампус расположен на рю д’Ульм (улица Ульм, rue d'Ulm), 45 в V округе Парижа (отсюда название: Высшая Нормальная школа (Ульм)).
По состоянию на 2014 год признаётся лучшим высшим учебным заведением Франции и занимает 35 место в мировом академическом списке.

## История, статус и задачи
ВНШ в Париже является частью Высшей нормальной школы вместе с Высшей нормальной школой Париж-Сакле и Высшей нормальной школой в Лионе. Тем не менее, только парижская ВНШ, в силу солидного срока существования и престижа, в законодательных или нормативных текстах называется просто «Высшей нормальной школой» без дополнительных уточнений.
Нынешняя ВНШ была создана в результате слияния в 1985 году Парижской Высшей нормальной школы и Севрской женской Высшей нормальной школы. До слияния женщины имели право держать конкурс в парижской ВНШ. Два примера — Симона Вейль, поступившая из женской ВНШ в парижскую 1928 году, и академик Жаклин де Ромийи — в 1933-м.
Парижская высшая нормальная школа основана 9 брюмера III года Республики (30 октября 1794 года) Национальным конвентом, который выразил желание, чтобы в Париже была учреждена «нормальная Школа, где были бы призваны из всех частей Республики уже образованные в полезных науках граждане, чтобы под руководством наиболее учёных во всех областях профессоров обучаться искусству преподавания».
Сейчас, в соответствии с декретом от 26 августа 1987 года, «Высшая нормальная школа при высоком уровне культурного и научного образования готовит учащихся к работе в области фундаментальных или прикладных научных исследований, к преподаванию в университетах и на подготовительных курсах высшей школы, а также в среднем образовании и, более общим образом, к службе в государственной администрации и административно-территориальных образованиях, их публичных учреждениях и на предприятиях».

## Наука и образование
В ВНШ Парижа (а с 2010 года также и Лиона) занимаются не только естественными, но и в равной мере гуманитарными науками и науками об обществе.
- Естественные науки
  - Кафедра биологии
  - Кафедра химии
  - Кафедра информатики
  - Кафедра математики и её приложений
  - Кафедра физики
  - Кафедра «Земля—атмосфера—океан» (геология и т. д.)

- Гуманитарные науки и науки об обществе
  - Кафедра литературы и языков (Département Lila, то есть Li[ttérature et] la[ngages])
  - Кафедра философии
  - Кафедра наук о древности
  - Кафедра социальных наук
  - Кафедра географии
  - Кафедра истории
  - Кафедра когнитивных исследований
  - Группа «История и философия науки» (Collectif Histoire et Philosophie des Sciences, CHPS)
  - Платформа «Окружающая среда» (Plateforme environnement)
  - Кафедра истории и теории искусств (Département d’Histoire et de Théorie des Arts, DHTA)
  - Кафедра иностранных языков (Espace des Cultures et Langues d’Ailleurs, ECLA)